# Глутаргін
Глутаргі́н (Arginine glutamate) — суміш глутамінової кислоти та солі аргініну що використовується в лікуванні печінки.

## Механізм дії
Механізм фармакологічної дії глутаргіну полягає в усуненні синдрому «метаболічної інтоксикації», який, як відомо, відіграє суттєву роль у патогенезі важких захворювань печінки. Цей синдром виникає внаслідок накопичення у крові та інших біологічних рідинах організму токсичних субстанцій, відомих під назвою «середні молекули», а також низькомолекулярних токсичних сполук (перш за все аміаку), які легко проникають через гематоенцефалічний бар'єр та виявляють токсичну дію на центральну нервову систему. Клінічно це маніфестується у вигляді енцефалопатії, а також її ускладнень — коми і прекоми. Гіпоамоніємічний ефект глутаргіну реалізується в результаті активації знешкодження аміаку в орнітиновому циклі синтезу сечовини, зв'язування аміаку в нетоксичний глутамін, а також посилення виведення аміаку з центральної нервової системи і його екскреції з організму. Завдяки цим властивостям глутаргін знижує загальнотоксичні, у тому числі нейротоксичні, ефекти аміаку.
Глутаргін чинить також гепатопротекторну дію, механізм якої зумовлений стабілізацією клітинних мембран гепатоцитів, нормалізацією перекисного окиснення жирів, стимуляцією енергозабезпечення та репаративних процесів у клітинах печінки. Препарат відновлює активність мікросомальних ферментів печінки (системи цитохрому Р450), покращує процеси жовчоутворення та жовчовиділення, активує детоксикаційну функцію печінки.

## Показання до застосування
- гепатити різної етіології
- цироз печінки
- вплив гепатотропних отрут
- гіперамоніємія
- печінкова енцефалопатія, прекома і кома
- лептоспіроз